# Устав города Москвы
Устав города Москвы — Основной закон города Москвы, высший законодательный акт этого субъекта Российской Федерации как города федерального значения.
Принят 28 июня 1995 г. Введён в действие с 1 августа 1995 г.
Устав:

… устанавливает полномочия города Москвы, территориальное устройство города Москвы, статус органов государственной власти города Москвы, порядок их формирования, взаимодействия, полномочия и ответственность,
правовую и финансово-экономическую основу их деятельности, организацию местного самоуправления в городе Москве, формы прямого волеизъявления жителей города Москвы и их участия в деятельности органов государственной власти города Москвы и органов местного самоуправления.

(ч. 1 ст. 10 Устава)
 
В иерархии нормативных актов города Устав обладает высшей юридической силой: иные городские законы и прочие нормативные акты не должны противоречить Уставу, а в случае такого противоречия применяются положения Устава.
Устав обладает прямым действием и применяется на всей территории города Москвы.
Устав имеет форму закона города Москвы.

## Из истории разработки и принятия
Подготовка Устава г. Москвы началась ещё до принятия действующей Конституции Российской Федерации 1993 г.

В Постановлении Верховного Совета Российской Федерации от 15 апреля 1993 г. № 4803-I, которым вводился в действие Закон Российской Федерации «О статусе столицы Российской Федерации», содержалось поручение

Совету народных депутатов города Москвы разработать проект устава города Москвы в трехмесячный срок с момента введения в действие Закона Российской Федерации «О статусе столицы Российской Федерации».

Постановлением от 10 сентября 1993 г. № 5707-I Верховный Совет РСФСР утвердил специальное Положение о порядке согласования проекта устава города Москвы, его изменений и дополнений с Верховным Советом Российской Федерации и Президентом Российской Федерации, определявшее порядок согласования положений Устава, касающихся осуществления Москвой функций столицы России, с федеральными органами власти.
Также в Указе Президента РФ от 10 декабря 1993 г. N 2125 «Об общих принципах административно-территориального деления и организации местного самоуправления в городе Москве» содержались формулировки «…до принятия Устава города Москвы».
После принятия Конституции 1993 г. работа по подготовке Устава активизировалась. 10 января 1994 г. мэр Москвы издаёт распоряжение № 15-РМ «О продолжении работы над проектом Устава города Москвы», которым утвердил состав рабочей комиссии по подготовке Устава и предложил комиссии представить Правительству Москвы вариант проекта устава к июлю 1994 г.
Руководителем комиссии был назначен В. С. Шахновский, в то время управляющий делами мэрии Москвы, впоследствии — один из совладельцев НК «ЮКОС»; заместителем руководителя — А. В. Петров, тогда заместитель Премьера Правительства Москвы, а затем (до 2008 года) — заместитель мэра Москвы в Правительстве Москвы, полномочный представитель мэра Москвы в Московской городской думе, который в 2006 г. стал первым награждённым почётным знаком Мосгордумы «За заслуги в развитии законодательства и парламентаризма», в том числе, и за активное участие в разработке Устава города.
Комиссия состояла в основном из чиновников городского и районного уровней, но были в числе её членов и известные юристы — специалисты в области конституционного права профессора С. А. Авакьян и В. В. Лазарев.
Проект Устава города был разработан, и 15 марта 1995 г. Московская городская дума приняла Постановление № 18 «О порядке принятия Устава города Москвы», в котором установила, что Устав должен быть внесён в Мосгордуму в срок до 22 марта 1995 г., а начало рассмотрения проекта в первом чтении должно состояться 29 марта 1995 г. Был установлен месячный срок для подачи поправок к принятому за основу в первом чтении проекту, а после принятия проекта Устава за основу в первом чтении решено было провести общегородское обсуждение основных положений проекта.
Принятый в первом чтении проект был опубликован для общегородского обсуждения в официальной московской газете «Тверская,13», № 17 от 27 апреля 1995 г.
28 июня 1995 г. Мосгордума приняла в окончательном чтении Закон г. Москвы «Устав города Москвы» (недоступная ссылка), который в этот же день был подписан Ю. М. Лужковым.
07 июля 1995 г. было принято Постановление Мосгордумы № 44 «О введении в действие Устава города Москвы» (недоступная ссылка), которым устанавливалось, что Устав вводится в действие с 01 августа 1995 г.

## Изменения и дополнения Устава
За время, прошедшее с принятия Устава, в него неоднократно вносились изменения и дополнения, необходимость которых была вызвана как изменениями в федеральном законодательстве, так и эволюцией внутригородских публично-властных отношений. В настоящее время (август 2013 г.) Устав действует в редакции Закона г. Москвы от 27 июня 2012 г. N 29.
Характеристики изменений, которые претерпевал Устав, можно проиллюстрировать с помощью таблицы:
| Изменения, внесённые в Устав г. Москвы с момента его принятия                                                                    | Изменения, внесённые в Устав г. Москвы с момента его принятия | Изменения, внесённые в Устав г. Москвы с момента его принятия |
| Закон об изменении (дополнении)                                                                                                  | Краткая характеристика изменения | Комментарий |
| --- | --- | --- |
| Закон г. Москвы от 24.06.1998 г. № 11 (недоступная ссылка)                                                                       | Определено, что порядок внесения изменений и дополнений в Устав г. Москвы устанавливается законом г. Москвы. | Ранее порядок изменения Устава устанавливался самим Уставом. 20 января 1999 г. был принят Закон г. Москвы № 2 «О порядке внесения изменений (дополнений) в Устав города Москвы», детально регламентирующий процедуру изменения Устава. |
| Закон г. Москвы от 12.07.1999 г. № 31 (недоступная ссылка)                                                                       | Изменён ряд положений Устава, в частности: определено, что «органами власти районов города Москвы являются районные Управы, осуществляющие функции органов местного самоуправления в пределах, установленных Уставом и законами города Москвы»; отменены предусмотренные ранее годичный ценз постоянного проживания в Москве как условие избрания депутатом Мосгордумы, а также 10-летний ценз постоянного проживания в Москве как условие избрания мэром и вице-мэром; исключена норма, согласно которой вопрос о досрочных выборах Мосгордумы мог быть решён на городском референдуме; срок полномочий районных Собраний увеличен до 4 лет (вместо 2 лет по первоначальной редакции); уточнены некоторые вопросы статуса советников районных Собраний; уточнены условия досрочного формирования нового состава районных Собраний. | Наиболее принципиальное изменение — уточнение статуса районных Управ (в первоначальной редакции Устава они определялись как «территориальные отделения городской администрации»), которые, тем не менее, по-прежнему совмещали в себе черты территориальных органов власти субъектов РФ (в первую очередь) и органов местного самоуправления, что вызывало нарекания и критику. |
| Закон г. Москвы от 12.07.2000 № 20 (недоступная ссылка)                                                                          | В преамбулу Устава добавлено положение: "- воздавая дань уважения ратным и трудовым подвигам москвичей, чей массовый героизм, мужество и стойкость в годы Великой Отечественной войны отмечены присвоением городу Москве почетного звания «Город-Герой…» | Преамбула Устава до добавления этого положения была сформулирована так: Московская городская Дума, - руководствуясь Конституцией Российской Федерации, - выражая волю и интересы жителей Москвы, - утверждая права и свободы человека и гражданина, социальный и межнациональный мир и согласие, - желая возродить, сохранить и неуклонно развивать духовные, культурные и интернациональные традиции нашего города, - стремясь к наилучшей организации и устройству городской жизни на принципах демократии, - добиваясь большей эффективности в деятельности органов власти, обеспечения законности действий всех органов и должностных лиц, - учитывая статус Москвы как города Российской Федерации, столицы Российской Федерации и субъекта Российской Федерации, принимает настоящий Устав — Основной Закон города Москвы. Положение было добавлено между строками «желая возродить…» и «стремясь к наилучшей…». |
| Закон г. Москвы от 13.07.2001 г. № 32 (недоступная ссылка)                                                                       | Закон изложил Устав полностью в новой редакции. Наиболее значимые изменения таковы: упразднён двоякий статус Мосгордумы и Правительства Москвы как органов государственной власти субъектов РФ и одновременно органов местного самоуправления (высшие законодательные и исполнительные органы власти Москвы теперь получили статус исключительно органов власти субъектов РФ); наряду с распоряжениями, мэр Москвы получил право издавать указы; упразднена должность Премьера Правительства Москвы (закреплено, что Правительство города возглавляет мэр); введено понятие внутригородского муниципального образования, существующего в границах районов города Москвы для осуществления местного самоуправления; предусмотрено обязательное наличие представительного органа местного самоуправления, независимого от Управы района; глава районной Управы определён как выборное должностное лицо местного самоуправления — глава муниципального образования. | Указанные изменения были обусловлены как принятием новых федеральных законодательных актов, прежде всего, Федерального закона от 06 октября 1999 года № 184-ФЗ «Об общих принципах организации законодательных (представительных) и исполнительных органов государственной власти субъектов Российской Федерации», так и многочисленными жалобами общественности на нарушение в Москве права на осуществление местного самоуправления. Сыграло свою роль и то, что Верховный Суд РФ в своём определении от 06.10.2000 г. № 5-Г00-111 констатировал: … городских органов местного самоуправления в г. Москве не существует, а положения Устава г. Москвы о совмещении статуса органов государственной власти г. Москвы и городских органов местного самоуправления как незаконные применению не подлежат… |
| Закон г. Москвы от 06.11.2002 г. № 54 (недоступная ссылка)                                                                       | Крупный блок изменений и дополнений. Наиболее существенные таковы: к территориальным единицам Москвы отнесены исключительно районы и округа (упоминание о «других частях территории» исключено; ликвидированы т. н. «территориальные единицы с особым статусом»; исключена норма, согласно которой «к источникам доходов бюджета города Москвы законом города Москвы относятся налоги и сборы, установленные федеральным законодательством в качестве источников доходов бюджетов муниципальных образований»; ликвидированы районные Управы, вместо них созданы управы районов, определяемые, наряду с префектурами, как территориальные органы исполнительной власти города; должность глава муниципального образования отделена от должности главы управы района. | Изменения были направлены на дальнейшее совершенствование системы местного самоуправления в Москве и отделение его от городской администрации. Кроме того, положение об отнесении к источникам доходов бюджета Москвы источников доходов бюджетов муниципальных образований было признано Верховным Судом РФ противоречащим Бюджетному кодексу РФ. |
| Закон г. Москвы от 19.03.2003 г. № 17 (недоступная ссылка)                                                                       | Из числа полномочий Мосгордумы исключена дача согласия на привлечение депутата Московской городской Думы к ответственности в установленных законом случаях | Конституционный Суд РФ принял 12 апреля 2002 г. Постановление № 9-П, в котором признал противоречащими Конституции РФ положения законодательства, предполагающие дачу предварительного согласия органа представительной (законодательной) власти субъекта РФ на привлечение депутата такого органа к ответственности. |
| Закон г. Москвы от 22.10.2003 г. № 61 (недоступная ссылка)                                                                       | Уточнены некоторые вопросы статуса мэра и вице-мэра. | Уточнения носят преимущественно технико-юридический характер. Из принципиальных изменений необходимо назвать отмену института прямых выборов вице-мэра, что было сделано по решению Московского городского суда, удовлетворившего жалобу Генеральной прокуратуры РФ, посчитавшей соответствующие положения Устава города противоречащими федеральному законодательству. |
| Закон г. Москвы от 14.07.2004 г. № 51 (недоступная ссылка)                                                                       | Уточнены отдельные вопросы, касающиеся полномочий Мосгордумы, состава Правительства Москвы и пр. | Уточнения носят преимущественно технико-юридический характер. Из принципиальных изменений нужно обратить внимание на то, что Мосгордума получила права назначать своего представителя в Совет Федерации и согласовывать назначение такого представителя органом исполнительной власти города, что связано с реформой формирования Совета Федерации, проведённой в 2000 г. |
| Закон г. Москвы от 15.02.2006 г. № 11 (недоступная ссылка)                                                                       | Достаточно крупный блок изменений. В частности: упразднён пост вице-мэра; из Устава исключены положения о выборности мэра; в Устав снова возвращены положения о порядке внесения в него изменений и дополнений, а Закон от 20.01.1999 г. № 2 признан утратившим силу. | Изменения вызваны, прежде всего, новым порядком наделения полномочиями высших должностных лиц субъектов РФ (т. н. «отмена выборности губернаторов»). |
| Закон г. Москвы от 22.10.2008 г. № 48 (недоступная ссылка)                                                                       | Изменён срок полномочий мэра и Мосгордумы — пять лет вместо четырёх. Также внесены уточнения в ряд статей, касающихся бюджетного и правотворческого процессов, и пр. | Увеличение срока полномочий мэра и Мосгордумы стало результатом стремления московских законодателей «подогнать» такой срок к стандартам, принятым в большинстве регионов РФ. В законе специально оговорено, что нормы о новом сроке полномочий не распространяются на «лицо, наделённое полномочиями мэра Москвы до вступления в силу настоящего закона», а также на «срок полномочий Московской городской Думы четвёртого созыва». |
| Закон г. Москвы от 14.07.2010 г. № 33 (недоступная ссылка)                                                                       | Уточнены категории земельных участков, не подлежащих отчуждению на территории Москвы. Уточнены правила об обязательном отчёте мэра Москвы перед Мосгордумой. | В частности, поправками закреплён следующий порядок отчётности мэра Москвы перед Мосгордумой: «Мэр Москвы ежегодно не позднее первого квартала года, следующего за отчетным, представляет в Московскую городскую Думу отчет о результатах деятельности Правительства Москвы, в том числе по вопросам, поставленным Московской городской Думой. Порядок подготовки, представления и заслушивания отчета о результатах деятельности Правительства Москвы устанавливается правовыми актами города Москвы». |
| Закон г. Москвы от 22.12.2010 г. № 55 (недоступная ссылка)                                                                       | Увеличен численный состав Мосгордумы — до 45 человек (вместо прежних 35 чел.). Кроме того, уточнён состав Правительства Москвы (из числа членов правительства ex officio исключены префекты административных округов). | Увеличение количества депутатов городской думы вызвано изменениями в федеральном законодательстве: согласно Федеральному закону от 06 апреля 2010 года «О внесении изменений в статью 4 Федерального закона „Об общих принципах организации законодательных (представительных) и исполнительных органов государственной власти субъектов Российской Федерации“» число депутатов, устанавливаемое конституцией (уставом) субъекта Российской Федерации, должно составлять не менее 45 и не более 110 депутатов — при численности избирателей свыше 2 миллионов человек. |
| Закон г. Москвы от 30.03.2011 г. № 11 (недоступная ссылка)                                                                       | Уточнение порядка отчёта мэра Москвы перед Мосгордумой. | Исключено указание, что ежегодный отчёт мэра представляетмся в думу не позднее первого квартала года, следующего за отчётным. |
| Закон г. Москвы О внесении поправок в статьи 35, 36, 40 и 42 Устава города Москвы от 27 июня 2012 года № 29 (недоступная ссылка) | В Устав города внесены поправки, касающиеся порядка выбора мэра Москвы и требований, которым должен соответствовать кандидат. В частности, кандидат на должность мэра должен обладать пассивным избирательным правом, не должен иметь иностранного гражданства или вида на жительство на территории иностранного государства. Мэр избирается на пять лет жителями города на основе всеобщего равного и прямого избирательного права при тайном голосовании. Полномочия мэра могут быть прекращены путём его отзыва избирателями. Мосгордума наделяется полномочиями по назначению выборов мэра и голосования по отзыву мэра города. | Кроме того, изменениями предусматривается наделение Московской городской избирательной комиссии правом законодательной инициативы. |

## Структура Устава
Действующая редакция Устава имеет следующую структуру:
ПреамбулаПровозглашает цели и мотивы принятия Устава
Глава 1. Основные положенияВключает определение статуса города Москвы, общие нормы о территории, населении города, принципах организации государственной власти и местного самоуправления, гербе, флаге и гимне Москвы, системе правовых актов города
Глава 2. Полномочия города МосквыВключает нормы о предметах ведения федеральной власти, государственной власти Москвы как субъекта РФ и их совместном ведении
Глава 3. Территориальное деление города МосквыВключает нормы об основах территориального деления города, о статусе районов и административных округов
Глава 4. Отношения собственности и земельно-имущественные отношенияВключает нормы о собственности города, о собственности муниципальных образований в городе, о порядке разграничения собственности, общие положения о приватизации и землепользовании
Глава 5. Бюджетно-финансовая системаВключает нормы о бюджетной системе города, бюджетном процессе, городских внебюджетных фондах
Глава 6. Законодательная власть города МосквыВключает нормы о статусе и полномочиях деятельности Мосгордумы
Глава 7. Исполнительная власть города МосквыВключает нормы о статусе и полномочиях мэра, Правительства Москвы, территориальных, отраслевых и функциональных органов исполнительной власти
Глава 8. Судебная власть и правоохранительные органыВключает нормы об Уставном суде города, отношениях городской власти с прокуратурой и милицией
Глава 9. Организация местного самоуправления в городе МосквеВключает нормы об организации местного самоуправления в городе, внутригородских муниципальных образованиях, гарантиях местного самоуправления, взаимодействии органов власти и местного самоуправления
Глава 10. Формы непосредственной демократииВключает нормы о формах непосредственной демократии — референдуме, консультативном опросе, праве петиций, праве на обжалование властных решений
Глава 11. Осуществление городом Москвой функций столицы Российской ФедерацииВключает нормы о порядке осуществления Москвой функций столицы РФ, в том числе о компенсации затрат на это из федерального бюджета
Глава 12. Международные, внешнеэкономические и межрегиональные связиВключает нормы о порядке осуществления соответствующих связей
Глава 12.1. Внесение поправок в УставВключает нормы о порядке внесения изменений и дополнений в Устав города
Глава 13. Заключительные положенияВключает нормы о введении Устава в действие, об исполнении Устава и иных городских нормативных актов и контроле за этим исполнением, о разрешении споров и разногласий между органами власти Москвы, о порядке хранения экземпляров Устава
Всего в Уставе 85 статей, 9 из которых к настоящему времени исключены.